# Bitter Legacy
Bitter Legacy: Polish-American Relations in the Wake of World War II es un libro de 1982 de Richard C. Lukas, publicado por University Press of Kentucky. Trata de la historia polaca de posguerra y las relaciones polaco-estadounidenses, así como de la ayuda estadounidense que se extendió a Polonia después de la Segunda Guerra Mundial.
El libro se centra en el período de posguerra (1945-1947) y describe cómo durante ese período Estados Unidos perdió constantemente influencia sobre Polonia debido a una combinación de factores externos y decisiones políticas internas estadounidenses, como priorizar las relaciones germano-estadounidenses sobre las polaco-estadounidenses.
El libro continúa el tema que Lukas comenzó a discutir en su libro anterior, The Strange Allies: Poland and the United States, 1941-1945 (1978), y la mayoría de los críticos describen Bitter Legacy como una «secuela» de The Strange Allies.
La obra analiza las opiniones y acciones del gobierno estadounidense hacia Polonia desde la conferencia de Potsdam de 1945 hasta las fraudulentas elecciones parlamentarias polacas de 1947. Lukas intenta explicar «por qué la política estadounidense no pudo revertir el proceso iniciado en la Conferencia de Yalta que transformó a Polonia en un satélite soviético». Según Lukas, esto se debió a que Polonia «había sido descartada como una esfera de influencia soviética por la administración Roosevelt» y durante la posterior administración Truman, el gobierno de Estados Unidos se centró en otras cuestiones (como la recuperación económica de Europa occidental y el fortalecimiento del control de Estados Unidos sobre Alemania e Italia).
El libro analiza a personas como los secretarios de Estado de Truman, James Byrnes y George C. Marshall, o los embajadores Arthur Bliss Lane y Stanton Griffis. Lukas describe la política estadounidense hacia Polonia de aquella época como incoherente y «desastrosa porque no supo aprovechar las cláusulas del Acuerdo de Yalta que apoyaban las reivindicaciones de Polonia y su democracia». Esto se debió a que el gobierno estadounidense «ya se había disociado de Polonia y Europa del Este en Yalta», ya que Truman no estaba interesado en ninguna negociación seria sobre las concesiones soviéticas con respecto a Polonia, esperando que el apoyo puramente económico (a través de Administración de las Naciones Unidas para el Auxilio y la Rehabilitación e iniciativas similares) sería suficiente para asegurar la victoria parlamentaria de los partidos que simpatizaban con los EE. UU. (Stanisław Mikołajczyk y su Partido Popular Polaco).
Lukas señala que el discurso del Secretario de Estado Byrnes en Stuttgart sobre la reconstrucción de Alemania (Restatement of Policy on Alemania en septiembre de 1946) fue profundamente problemático para las relaciones polaco-estadounidenses. Byrnes en su discurso criticó la frontera polaco-alemana de la posguerra (la línea Óder-Neisse), que luego fue utilizada por los comunistas polacos, quienes podrían señalar ese discurso para justificar sus afirmaciones de que la Unión Soviética, y no los Estados Unidos, era la el mejor amigo de Polonia. Este es un ejemplo destacado, según Lukas, de la política estadounidense que empeoró contraproducentemente las relaciones polaco-estadounidenses, algo que el gobierno estadounidense no previó o no le importó, probablemente debido a que aceptó que mejorar las relaciones germano-estadounidenses era más importante, y más realista, que tratar de conservar cierta influencia en Polonia.
Lukas también critica al embajador estadounidense en Polonia, Arthur Bliss Lane, sugiriendo que no era «lo suficientemente imaginativo y flexible» para ese difícil trabajo.
Lukas también revisa positivamente las acciones del Congreso polaco-estadounidense y de la Polonia estadounidense con respecto a su actitud anticomunista, aunque señala que, en general, esta última no logró influir significativamente en la política del gobierno estadounidense hacia Polonia. La decepción de esta última con los demócratas (Truman) afectó la política interna estadounidense, debido a «un voto polaco ampliado a favor de los republicanos en [noviembre] de 1946, que les ayudó a hacerse con el control del Congreso».

## Recepción
El libro recibió varias críticas académicas en 1983.
Mieczysław B. Biskupski revisó el libro para The Russian Review. Señaló que ambos libros de la serie exhiben «el uso minucioso y emprendedor de las fuentes, la concisión de estilo y el análisis desapasionado por parte del autor». Biskupski reconoce que hay «una serie de defectos menores en este excelente libro», pero concluye que «Lukas ha producido un relato breve y muy centrado en los primeros años de las relaciones entre Estados Unidos y Polonia de la posguerra» que «llena un vacío considerable» en la literatura relevante.
JM Jackson escribió sobre el libro para International Affairs. Jackson escribe que el libro es «un relato adecuado del curso de las relaciones de posguerra» entre Polonia y Estados Unidos, y de los factores que influyen en las políticas estadounidenses. También señala que el libro intenta especular sobre «si diferentes políticas por parte de Estados Unidos podrían haber marcado alguna diferencia significativa» en el curso de la historia y la Guerra Fría; algo que Lukas cree que podría haber sido posible, pero Jackson siente que es «más dudoso».
George J. Lerski, en su reseña del libro para The American Historical Review, lo calificó como una monografía profesional en el campo de las relaciones polaco-estadounidenses y un «estudio importante y bien documentado», y elogió al autor por «su impecable investigación en fuentes primarias y secundarias». Señala que ocasionalmente hay errores menores en el trabajo (en particular, «insuficiente familiaridad con el espectro político polaco»), o lugares en los que tendría «desacuerdos... de carácter menor», y concluye que «esta es una importante contribución hacia una mejor comprensión de los acontecimientos de la posguerra en esa terra incognita de la historiografía estadounidense».
Eduard Mark lo revisó para The Journal of American History . Señaló que el libro tiene «méritos considerables» y que el autor «escribe con claridad y su narrativa se sigue fácilmente», aunque escribe que el trabajo de Lukas se beneficiaría más si se relacionara con la literatura sobre la política soviética (en particular, la de Vojtech Mastny), que en opinión de Mark, llevó a Lukas a sobreestimar lo que Estados Unidos podría haber logrado si se hubiera esforzado más en mantener cierto control sobre Polonia en su esfera de influencia. Mark señala que la importante contribución de Lukas es que demuestra con éxito cómo la importancia de Polonia siguió disminuyendo durante la guerra y los años de posguerra para los responsables políticos estadounidenses.
David S. Mason revisó el libro para Slavic Review. La evaluación de Mason fue que «si bien el libro aporta poco a nuestra comprensión del papel de Polonia en el desarrollo de la Guerra Fría, presenta una descripción exhaustiva del período escrita en un estilo animado y atractivo e ilustrada con encantadoras anécdotas».